# Hispania (revista)
Hispania revista (1899-1903) fou una publicació artística i literària, escrita en castellà en ple moviment modernista a Barcelona. Aquesta revista engloba un total de 93 números dels quals hi van col·laborar artistes tan coneguts com Ramon Casas, Joaquim Mir, Aleix Clapés i Puig entre d'altres. Aquesta revista va viure dos etapes força diferenciades, la primera tenia a Hermenegildo Miralles com a editor i propietari, i un any després de la seva retirada, la revista va passar a ser dirigida per Aleix Clapés i Puig durant una breu segona època.
Publicada durant l'època del modernisme català, tot i ser una revista molt conservadora en l'aspecte artístic, va tenir en compte els artistes modernistes més importants afegint imatges a color amb moltes de les obres d'aquests autors contemporànis.

## Història

### Primera etapa (1899 -1902)

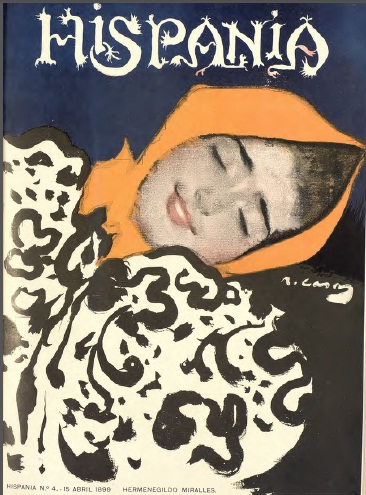
Portada de la revista nº4 de Hispania

Hispania revista, és una revista publicada en plena època modernista, davant la competència de revistes com La Ilustració Catalana (1880-1894), L'Avens (1881-1884) que tindrà una segona etapa on serà coneguda com L'Avenç i La ilustración artística (1882-1916) editada per la casa Montaner y Simón les tapes de les quals es feien a la casa Miralles.
La revista arrenca amb Hermenegildo Miralles com propietari i editor, Francesc Miquel i Badia i Josep Pascó com a directors artístics i Ezequiel Boixet i Castells com a director literari. El primer exemplar d'aquesta revista, és publicat l'1 de gener de 1899.
La revista va començar a publicar-se mensualment, tal com informa la mateixa revista, amb un total de vint pàgines de les quals, hi van sempre units, sempre que sigui convenient, uns altres quatre suplements. A partir del 15 d'abril del 1899, moment també en què mor el director artístic Francesc Miquel i Badia i a la revista ja no consta qui té tal càrrec, s'anuncia als lectors d'Hispania que la publicació sortirà quinzenalment, es produirà una reducció de pàgines, de vint a setze, i endemés, el preu de l'exemplar serà de 2 rals.
En els dos últims números de l'any 1901 de la revista, corresponents al 68 i al 69, s'informa als lectors que a partir de l'any següent, per tal que Hispania aconsegueixi ser la revista més artística, variada i interessant del mercat, ampliarà les seves pàgines a vint-i-quatre per publicació. Adverteix també als susbscriptors, que el pagament es farà anualment, i que serà de 15 pessetes, igualment, però, la compra d'un únic exemplar seguirà costant 2 rals. Aquest article també apareix repetit en el número 70 de la revista, la primera publicació del 1902.
En els números 89 i 90 de la revista, publicats l'octubre i el novembre de 1902, Miralles escriu un article on informa als seus lectors que a partir de l'any 1903, el nou director de la revista passarà a ser Aleix Clapés i Puig, convertint-se també en el director artístic. Miralles deixa Hispania, passant a ser propietat d'Aleix Clapés.

### Segona etapa (1903)
A finals de l'any 1902, Hermenegildo Miralles va anunciar a les planes de la revista que aquesta havia estat venuda al pintor català, Aleix Clapés. Aquest intentà, a principis del 1903, fer una revista que englobés la resta d'Espanya, eludint potser a l'encapçalament de la revista. Clapés augmentà el format de la revista i creà una sèrie de seccions fixes sobre política, art, dames....Malgrat aquest nou caire que prenia la revista, va ser a l'agost del 1903, després d'haver publicat una quinzena de números, quan la revista va deixar de publicar-se.

## Fundadors i directors

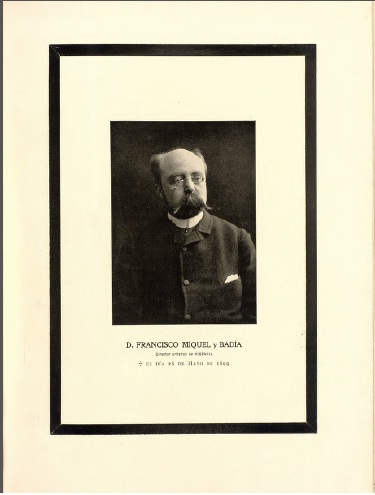
Esquela mortuoria dedicada a Miquel i Badia, revista Hispania núm. 7

Hermenegildo Miralles, un dels principals i més famosos industrials de les arts gràfiques de Barcelona, també era el director i l'editor de la revista Hispania. Però allò que és més rellevant és que va ser el fundador de la revista Hispania el gener de l'any 1899. Es va especialitzar en la litografia i l'enquadernació artística i industrial, i va treballar per l'editorial Montaner y Simón. Era un home capaç de configurar una revista il·lustrada amb litografies del seu propi taller, però cal tenir en compte que, no era ni periodista, ni un home capaç d'escollir els seus col·laboradors literaris i artístics de la seva revista. És per això, que va buscar el personal adient perquè l'assessorés en aquest camp.
Un dels principals col·laboradors de Miralles, tot i que no apareix en els crèdits de Hispania, i el va guiar en l'àmbit literari de la publicació va ser Narcís Oller. Tal com es demostra a en la correspondència epistolar entre aquest i Pere Galdós del 14 de desembre de 1897, un any abans de la publicació de la revista.
Com a director literari de Hispania figura el periodista Ezequiel Boixet, el «Juan Buscón» de La Vanguardia i firmava els seus articles de la revista amb el seu pseudònim. Tenia molta facilitat de redacció i cultivava el gènere humorístic de la paròdia
Com a directors artístics figuraven el crític Francesc Miquel i Badia i el dibuixant Josep Pascó. Al març del 1899, Pascó ja no consta com a codirector artístic en els crèdits de la revista, encara que, continuarà treballant per la revista. I realitzarà les enquadernacions dels quatre volums de la revista. I també els anuncis comercials que es publicaran fins al final de la publicació. Miquel i Badia era més un historiador de l'art que no pas un crític tal com s'observa en la seva habitual sessió de la revista "Arte antiguo" o bé, el número monogràfic sobre Velázquez. D'aquest manera Francesc Miquel i Badia ja constava com a únic director artístic, i a partir del 15 d'abril del 1899, no consta qui dirigeix la direcció artística, fet que cal situar en el canvi de periodicitat o bé, en la mort de Miquel i Badia, el 28 de maig. El relleu passarà a mans de Raimon Casellas. Hispania experimentarà un canvi molt important produït per a la sobtada mort del seu director artístic, anunciada amb una esquela mortuària a la revista,. que està completament dedicada a Velázquez, del qual Miquel i Badia havia preparat i on havia publicat el seu últim article El realismo de Velázquez
La direcció literària continua guiada per Ezequiel Boixet però, en realitat, era el director artístic qui feia i desfeia en tots els aspectes, tal com es pot veure en les cartes de Boixet a Casellas.
El segon director artístic, Josep Pascó, representava el modernisme decoratiu equivalent en sentit de l'Art Nouveau. Pascó juntament amb Josep Triadó, un dels màxims decoradors del llibre modernista, donava el toc gràfic modern que tant buscava el seu propietari. Tanmateix, tal com hem dit abans, a partir de la tercer publicació de la revista el seu nom desapareix i de mica en mica, la seva participació s'anirà fent més efímera.

## Col·laboradors habituals
Entre els col·laboradors habituals que participen en la revista s'hi pot veure una clara distinció. Els col·laboradors que s'encarreguen de la part més literària, i la part més artística que s'encarrega de donar vida a la revista amb les portades, les representacions artístiques i les il·lustracions dels textos.

### Col·laboracions literàries
Les signatures habituals que hi apareixen provenen bàsicament del periodisme barceloní, això no obstant, també cal destacar la presència d'escriptors i periodistes madrilenys.
- Jacinto Octavio Picon
- Rodrigo Soriano
- Eusebio Blasco
- Vital Aza
- Manuel Bueno
- Alfonso del Mar
- Antonio Cortón
- Juan Ramón Mélida
- Manuel Lassala
- Santiago Rusiñol
- Josep Aladern
- Josep Morató
- Esteve Sunyol
- Wilfred Coroleu
- Pompeu Gener
- Rafael Puig Valls
- Raimon Casellas
- Ezequiel Boixet
- José Maria de Pereda
- Magí Morera Galícia
- Marcelino Menéndez Pelayo

### Col·laboracions artístiques

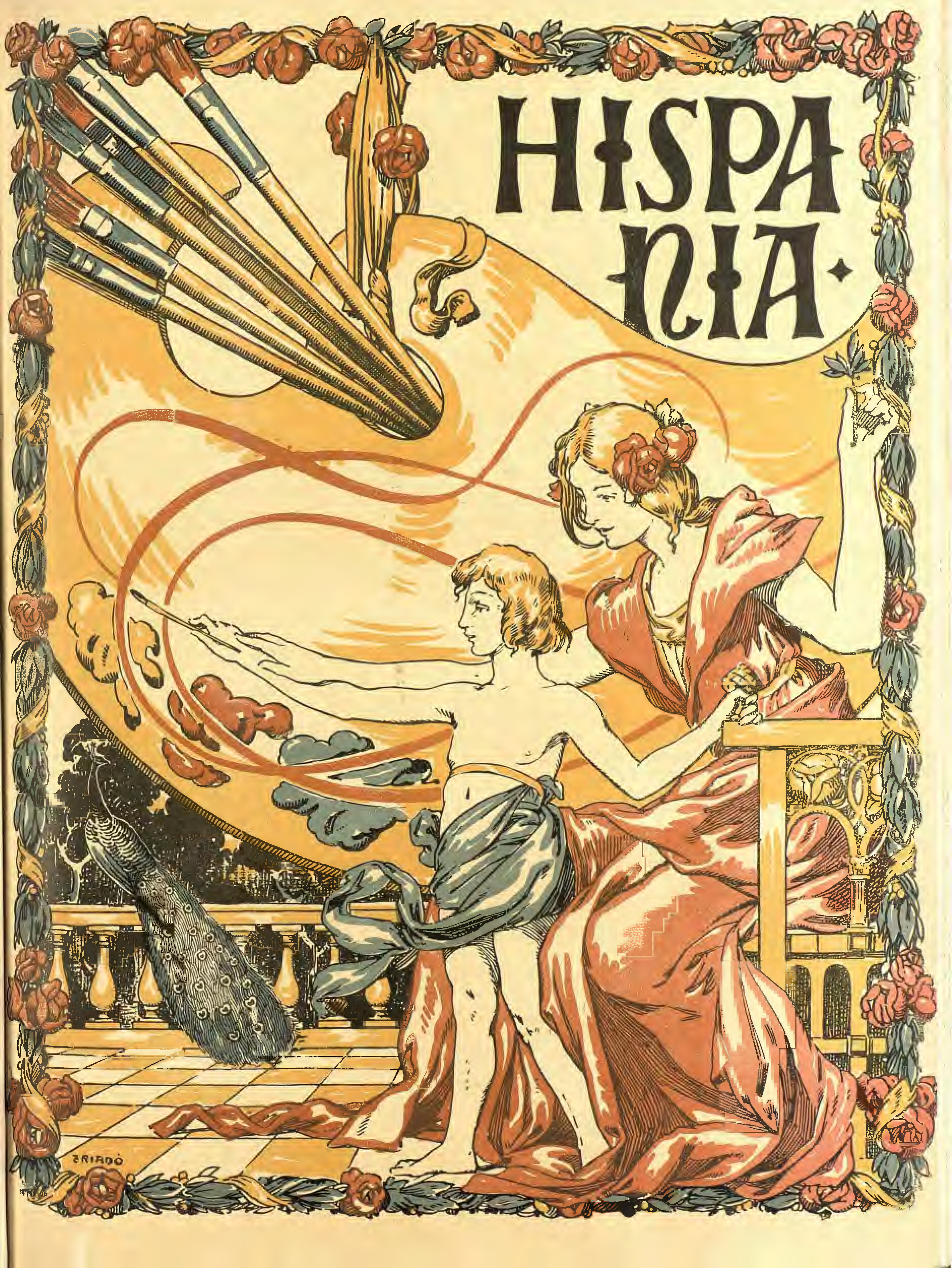
Portada de la revista nº57

Aquesta presència catalana encara és més explícita en el terreny de les col·laboracions artístiques, malgrat que hi apareguin les firmes d'alguns d'artistes espanyols. El món artístic català hi surt fortament retratat, sobretot els artistes més rellevants del Modernisme.

#### Portades

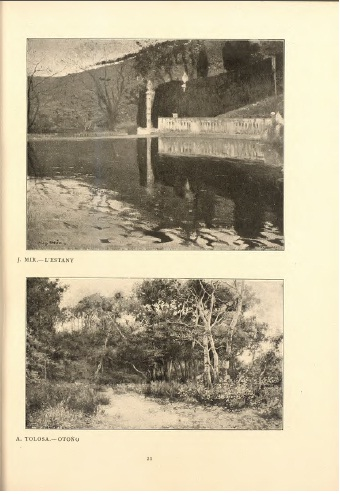
Il·lustracions de la revista núm. 23 p.21

- Ramón Casas
- Arcadi Mas i Fondevila
- Joaquim Mir
- Feliu de Lemus
- Carlos Vázquez
- Joan Brull
- Antonio Utrillo
- Ricard Canals
- Dionís Baixeras i Verdaguer
- Joan Llimona
- Alexandre de Riquier
- Joan Llaverias
- Josep Triadó

#### Reproduccions artístiques
- Xavier Gosé Rovira
- Josep Maria Tamburini Dalmau
- Aleix Clapés
- Joaquim Mir
- Francisco Bonnín Guerín
- Josep Triadó
- Hermenegild Anglada Camarasa
- Oleguer Junyent Sans
- Francesc Sardà Làdico
- Joaquim Torres Garcia
- Darío de Regoyos Valdés
- Ricard Canals
- Juli Borrell Pla
- Josep Lluís Pellicer
- Baldomer Gili Roig
- Joan Llimona
- Ricard Opisso Sala
- Joaquim Sorolla Bastida

#### Il·lustracions de textos
- Joaquim Mir
- Francisco Bonnín Guerín
- Oleguer Junyent
- Arcadi Mas i Fondevila
- Antonio Utrillo
- Ricard Opisso Sala

## Format de la revista

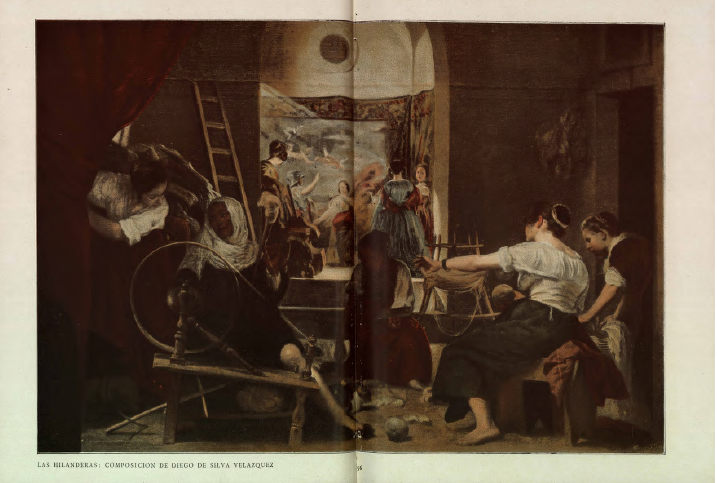
Imatge a color de les Hilanderas de Velazquez, revista nº7 p.56-57

Hispania, com la majoria de revistes modernistes d'aquesta època, presenta una decoració eclèctica i no va ser una revista d'informació cultural, no s'interessava per cap espectacle ni exposició, cosa que explica el perquè de la seva curta durada. Al principi no tenia cap secció fixa i semblava una revista de creació, on els artistes publicaven els seus escrits o difonien les seves pintures.
Tenia un format de 31,5 x 23 cm i constava de 20 pàgines, generalment. El text normalment apareixia en dues columnes, enquadrat amb imatges a manera de Jugend amb decoracions de Josep Triadó, Jacinto Octavio Pascó o Guardiola, i moltes de les pàgines només tenien il·lustracions sense cap text. La revista donava molta més importància a les imatges, que configuraven un gran percentatge de l'espai, que no pas el de les paraules. En un principi no hi havia un format concret, així que, les decoracions podien variar segons l'article o el mateix artista.
A partir de 1901 la decoració floral que acompanyava els textos, i sobretot a la poesia, va anar desapareixent donant així un to més modernista a la revista. Hi va haver una evolució que es va notar al passar, de ser una revista artística a una de més cultural, creixent el percentatge de fotografia a la revista per sobre dels dibuixos i reproduccions artístiques. Hi havia pàgines en color des del primer moment de creació de la revista i també tricromies que acostumaven a venir del taller fotogràfic de J.Thomas.
Abans que neixés la revista, el propietari ja tenia clar que volia que estigués determinada per l'estil de la revista alemanya. Això és comprovable amb la carta del 14 de desembre de 1897 entre Narcís Oller i Benito Pérez Galdós, on aquest últim contesta al novel·lista català, i on podem veure l'opinió que aquest expressa sobre la revista. Galdós opina que si Hispania és com Jugend gaudirà d'un èxit segur.
Francesc Fontbona comenta del format i la decoració: 
| « | En cuanto a la prensa modernista, aparte de Luz, había Álbum Salón (1897-1907) e Hispania (1899-1902), editadas respectivamente por Miquel Seguí y Hermenegildo Miralles, publicaciones que representan el triunfo de un decorativismo recargado que testimonia el triunfo de un Art Nouveau exuberante y superficial. […] Álbum Salón e Hispania con su estilo Art Nouveau brillante y formulario pasaban a ser publicaciones de moda "consumidas" por el mismo tipo de público que poco antes se interesaba por los pompierismos tradicionales, las nuevas revistas modernistas emprendían otro rumbo que Eliseu Trenc sitúa más bien en la órbita de Gil Blas parisino. [...] | » |

En canvi, un article de Jordi Castellanos i Vila critica la frivolitat de Miralles en posar per sobre els seus interessos econòmics que els interessos formals de la revista. En aquesta crítica a Miralles es diu que aquest crea la revista per poder utilitzar-la com un medi de publicitat per les seves produccions i que va agafar com a model la revista Jugend perquè era la revista de moda en aquell moment.

## Estructura de la revista

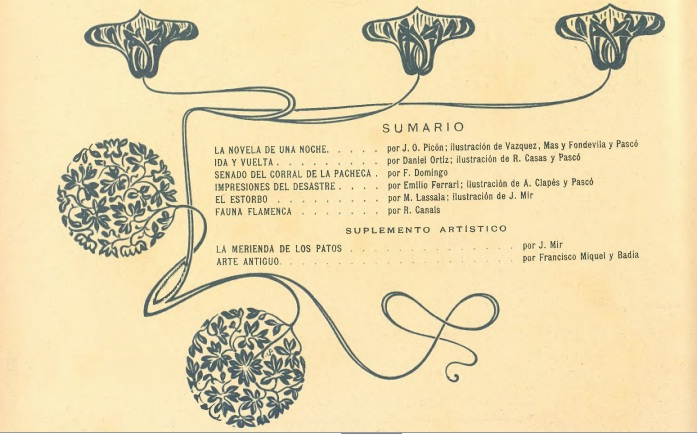
Sumari que apareix a la contracoberta del segon número de la revista

Pel que fa a l'estructura de la revista, com ja hem dit abans, aquesta no presenta una estructura fixa. L'estructura està supeditada al contingut de la mateixa i va variant segons els articles, les il·lustracions que apareixen i les necessitats de la revista amb els seus números especials dedicats a personatges o a exposicions, com per exemple el núm. 44 dedicat a Soler y Robirosa, escenògraf català, per la seva mort.

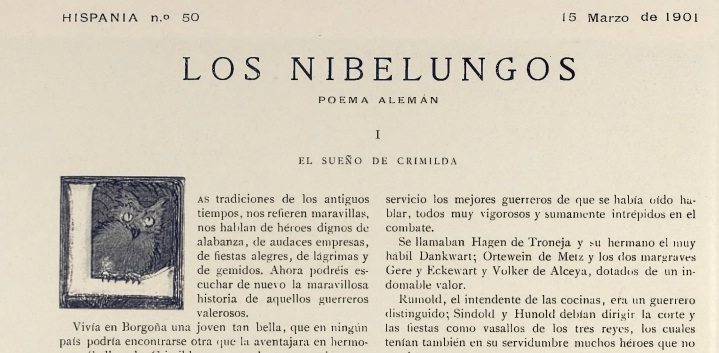
Text que apareix a la revista núm. 50, p.92

Al començament, tots els números començaven amb un sumari, que era un índex d'allò que contenia la revista, amb els articles, les il·lustracions i els seus autors. Això, però, podia variar segons el número, com podem veure en el núm. 18 en el que el sumari no apareixia per enlloc. Això no obstant, en el següent número el sumari apareix com sempre. En el núm. 18 no apareix perquè és una monografia dedicada a Richard Wagner, així que l'estructura de la revista queda supeditada al contingut d'aquesta.
A partir del núm. 21 el sumari desapareix fins al núm. 24, on apareix sense una raó aparent. Torna a passar del núm. 26 al 48, on el sumari no apareix. Aquest fenomen es repeteix en més ocasions d'una manera intermitent.
La revista acostumava a publicar una novel·la sencera en fragments a diferents números, de tal manera que aquell que volia seguir l'argument de la historia, havia d'anar comprant totes les publicacions d'Hispania. Una novel·la destacada que es publicà a la revista és la de Los Nibelungos. A les últimes pàgines de la revista acostumava a trobar-se Por esos teatros un article escrit per un espectador on es parlava de diverses obres teatrals, Hojeando libros un article que parlava de llibres recomanats i també un passatemps d'escacs. També trobem en repetides ocasions articles sobre art clàssic, amb el títol Arte Antiguo. Un element que sí que es repeteix al llarg de tota la revista és que al final de cada número apareixia un fulletó publicitari del taller d'Hermenegildo Miralles.

## Ideologia de la revista
Tal com anuncia la revista al seu primer exemplar, el gener del 1899, la revista està dedicada a les arts i a les lletres, englobant un conjunt de col·laboracions d'artistes coneguts d'arreu d'Espanya. Així doncs, Hermenegildo Miralles deixa clar que l'objectiu de la seva revista és difondre l'art i la literatura a Espanya de la manera més amena possible. Però això no serà exactament així, durant els quatre anys que dura la primera etapa de la revista (1899 - 1902) un mateix s'adona que existeix una discontinuïtat entre la finalitat estètica de la publicació i una finalitat comercial omnipresent, fonamental per l'editor i propietari de la revista que alhora era propietari d'un dels principals tallers litogràfics i d'enquadernació industrial de Barcelona.

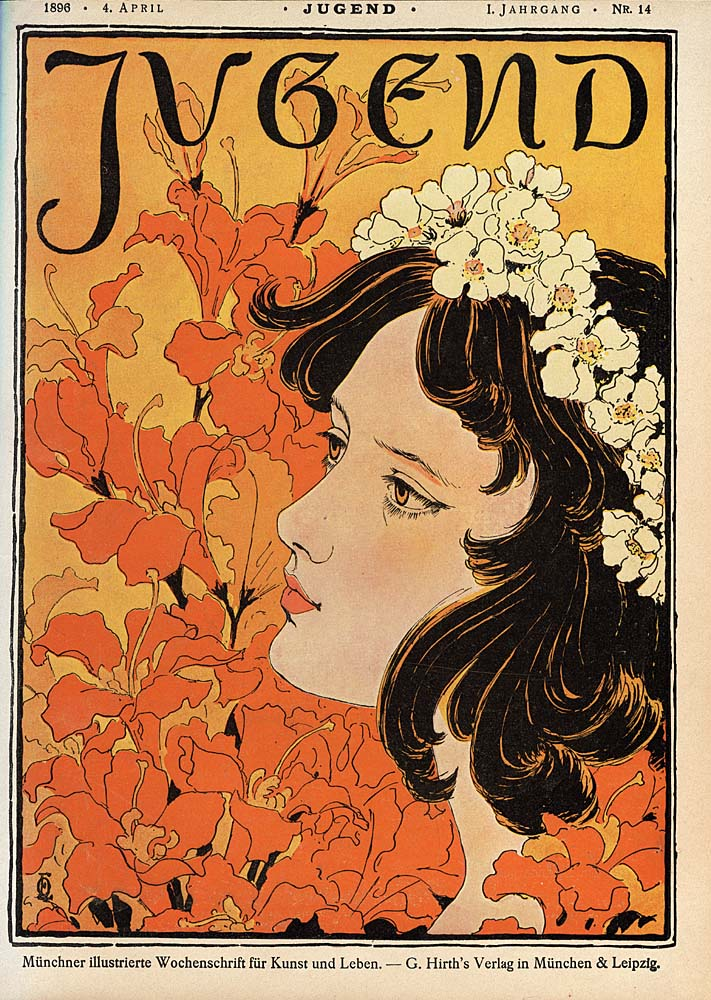
Portada de la revista alemanya Jugend

Per Hermenegildo Miralles, la revista va suposar una gran oportunitat per mostrar l'excel·lència de les il·lustracions fetes en color, era una mostra de qualitat dels tallers on es fabricava la revista. Endemés, aprofitava algunes pàgines de la publicació per a fer publicitat comercial sobre els articles més coneguts de la casa Hermenegildo Miralles.
La idea inicial de l'editor i propietari de la revista, Hermenegildo Miralles, era publicar una revista seguint l'estil d'una coneguda revista alemanya Jugend, una revista artística fundada per Georg Hirth, i publicada entre 1896 i 1940. Comptava amb la participació de nombrosos artistes famosos modernistes i que, es va acabar convertint en la versió alemanya de l'Art Nouveau. La revista alemanya va donar nom al moviment artístic modernista a Alemanya, conegut com a "Jugendstil". D'aquesta manera es va demostrar la importància de la revista que va definir el nom de l'estil modernista alemany. A més a més, d'incorporar il·lustracions pròpies de l'Art Nouveau, també va tenir un paper fonamental en altres camps com per exemple, l'impressionisme. Però el que caracteritza aquesta revista són els textos satírics i crítics. La revista que publicava setmanalment, va donar l'oportunitat a una gran diversitat d'artistes per donar a conèixer la seva obra. Després de la Primera Guerra Mundial, la revista no va ser capaç de seguir els nous moviments artístics. Després de la mort de Hirth, la revista va ser dirigida per Franz Schoenberner,i cap al 1927, la revista es va obrir a una nova generació de joves. El final de la revista Jugend es va produir poc després d'implicar-se dins de polítiques artístiques nacionalsocialistes. Fent referència a aquest tema, cal assenyalar que a Catalunya també va existir una revista anomenada "Joventut" publicada entre 1900 i 1906, que representava una de les revistes més rellevants del modernisme. En les seves primeres publicacions, hi trobem un certa influència simbolista i decadentista, que més tard, compartirà plana amb una influència de la filosofia de Niezsche i del corrent vitalista. Però com va arribar aquesta revista alemanya a Barcelona? És Joan Lluís Marfany qui ens en parla en un article sobre el modernisme català. Marfany ens deixa clar que la forta influència germànica i nòrdica, és una de les característiques més evidents del Modernisme a Catalunya. Això no obstant, cal remarcar que, aquestes influències no ens arribaven directament, sinó que arribaven a nosaltres a través de París. Només arribava a Catalunya tot allò que a París estava de moda i era novetat. Marfany és del parer que ni la Jugend ni cap altra revista alemanya, vienesa o nòrdica va arribar a influir el modernisme català. Ja que, el desconeixement era quasi universal entre els catalans. En canvi, segons Josep Francesc Ràfols i Fontanals i Oriol Bohigas i Guardiola, de la mateixa manera que Alexandre Cirici i Pellicer també ho va creure, creien trobar força influència d'artistes de Múnic sobre els pintors i dibuixants modernistes catalans a través de la revista Jugend, però tots els exemples que dona, són explicables a través de París. Així que van concloure, i dubtaven que la revista alemanya fos coneguda a la capital catalana, Barcelona.
Tornant a la revista catalana, cal esmentar que Hermengildo Miralles tenia una gran amistat amb l'escriptor realista, Narcís Oller. Igual que amb José María de Pereda, que havien visitat juntament amb Oller, el taller de Miralles l'any 1892. Encara que Oller no aparegui com a col·laborador de la revista, va ajudar i influir a Miralles, aconseguint col·laboracions de coneguts escriptors castellans per a la seva revista.
És aquí on es planteja la contradicció, ja que, és estrany que, una revista que pretén imitar-ne una altra que simbolitza la versió alemanya del Modernisme, tingui a un novel·lista realista com Narcís Oller, com a guia literari. A més a més, no és lògic, el plantejament que pren revista, una revista espanyolista que utilitza els símbols de la nació espanyola, i a la vegada, hi col·laboren artistes del modernisme català de la talla de Ramon Casas.
És per això que Eliseu Trenc comenta això sobre l'estudi d'Hispania:
| « | Tenemos primero la edición no solamente de una revista de lengua castellana en Barcelona – eso era común en Barcelona –, sino de una revista españolista, con una presencia muy fuerte visualmente de los símbolos de la nación española, el escudo del reino de Castilla y León, alegorías de la patria española como la impactante de J. Sorolla a doble página 10, etc., que muestran que para un sector de los industriales y hombres de negocios catalanes España no representa únicamente el mercado que los mantiene sino también por la misma ocasión su patria, a pesar de que ese grupo va a ser cada vez más minoritario en el Principado. Segundo, el divorcio entre una imagen gráfica de modernidad e incluso de « modernismo » y un contenido mayoritariamente moralizante y conservador, ya que como lo dice en uno de sus editoriales « no publicará nada que esté reñido con lo moral y lo correcto », lo que llamé en mi estudio de la forma de Blanco y Negro una modernidad de la imagen que no pasaría de ser une imagen superficial de modernidad 11. Y tercero este conflicto entre el mundo de los negocios y el mundo del arte y de la cultura que estructura todo el entra-mado sociopolítico cultural de la época del modernismo, relación dialéctica complicada que en el peor de los casos llega al divorcio tan presente en la sociedad entre las hormigas beocianas y trabajadoras y las cigarras ensimismadas en sus sueños, y en el mejor a esa unión necesaria, ya que se necesitan entre sí, entre el comitente y el artista. [...] | » |

Com a conseqüència, la majoria dels textos que publicava la revista Hispania pertanyen a l'estil realista en un moment en què el Modernisme s'acabarà imposant deixant enrere l'estètica realista que ja començava a quedar-se antiquada.Tanmateix, tal com explica la Dra.Gras a la seva tesi doctoral, és molt difícil qualificar una obra en un determinat corrent, ja que, a vegades les fronteres entre uns i altres no són clares i no és possible qualificar una obra en termes absoluts. Això és així perquè els corrents adapten components propis d'altres corrents. Als inicis del Modernisme, en el camp literari, es confon, amb el Naturalisme i, en ideologia, amb el Positivisme i el Republicanisme. El Modernisme va intentar introduir diverses tendències ideològiques i estètiques, algunes de les quals van quallar en els dos grans corrents que definiran el Modernisme literari: el Simbolisme i el Vitalisme. El primer d'aquests, es va crear a la dècada dels 80 del segle xix a França i es caracteritza per ser una reacció contra el Naturalisme i el Realisme, el seu objectiu principal és buscar l'essència de la realitat. Els seus seguidors s'enfronten a la realitat que els envolta, creant una obra que no connecta amb el món exterior. Transformen la realitat per buscar una bellesa ideal mitjançant els símbols. Una de les tendències d'aquest corrent va tenir molta rellevància dins del territori català, el Decadentisme, caracteritzat amb elements extrets del Romanticisme com són: la inseguretat, el cansament, la degradació, la mort i l'obsessió per la foscor.

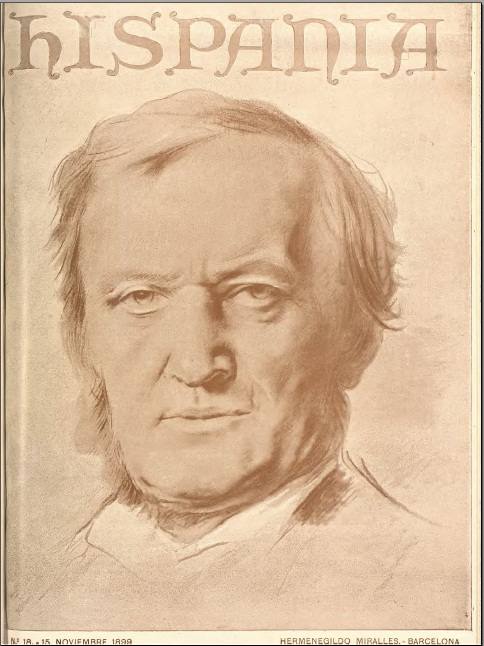
Monografic de Wagner que apareix al núm. 18 de la revista

El representant més conegut d'aquest corrent va ser Santiago Rusiñol. En canvi, el Vitalisme és un corrent literari nascut de l'obra del filòsof alemany Nietzsche, sorgit a la darreria del segle xix com a reacció contra l'idealisme i el positivisme. Es caracteritza per tenir un to antiracionalista i per defensar la premissa que la vida individual humana ocupa el paper central en el món. A Catalunya aquest corrent va trobar semblances amb el Regeneracionisme, una ideologia formada per la insatisfacció provocada pel funcionament del sistema polític.> El resultat d'aquest vincle entre aquests dos corrents va generar una literatura compromesa amb la tasca social i de caràcter nacionalista.
Des dels inicis, els modernistes tenien clar que els artistes s'havien d'enfrontar a la realitat, aquesta era una idea que els unia, però discrepaven pel que fa a la manera d'emprendre-la. Ja que, uns optaven pel marc simbolista i d'altres pel marc vitalista. El Modernisme literari va anar evolucionant fins a arribar a una certa afinitat estètica amb el vitalisme més regeneracionista, excloent així el simbolisme decadentista més radical.
Cal tenir en compte que també van existir influències en altres camps del Modernisme, com són la poesia i el teatre. El Wagnerisme va tenir un cert ressò a Catalunya, on el Modernisme adoptà el to nacionalista del teatre musicalitzat de Richard Wagner dins del Modernisme català musical. En el camp de la poesia, el Modernisme va agafar trets característics del Parnassianisme, un moviment literari del segle xix que impulsava una poesia contra el Romanticisme, buscant així una poesia despersonalitzada, allunyada dels sentiments tractant temes externs a l'art, temes que fossin suggerits per ells mateixos, bells, exòtics, marcats per l'antiguitat clàssica.
Tornant al fil conductor de la revista, cal dir que Miralles no editava aquesta revista gratuïtament, sinó que ho feia perquè li servís al mateix temps de publicitat per a les seves produccions. Aquesta finalitat més tard serà adoptada per altres empreses d'arts gràfiques com Salvat y Cía amb "Hojas Selectas", Miquel Seguí amb "Àlbum Salón" i "Pluma y Lápiz". Però, com és que Miralles va prendre la revista alemanya com a model si el que realment volia era fer publicitat dels seus productes? El que ell li interessava vendre, i el que més venia en aquell moment era la novetat i la modernització. És per això que no li interessava ni el contingut ni la significació de la revista Jugend, ni tampoc res que tingués a veure amb l'estil modernista com a moviment ideològic de renovació artística i cultural. El que realment volia Miralles era acompanyar d'una manera gràfica i plàstica amb una revista moderna, els anuncis publicitaris dels seus tallers d'enquadernació i de litografia, que comptaven amb tots els avenços moderns. Malgrat tot, la revista va ésser una revista creativa dedicada a divulgar les diferents manifestacions artístiques del país, fent arribar així al públic, els noms i les obres dels artistes catalans més significatius.

## Números monogràfics
Com ja hem esmentat abans en l'estructura de la revista, alguns números especials estaven dedicats a un artista en concret o a un esdeveniment del moment.

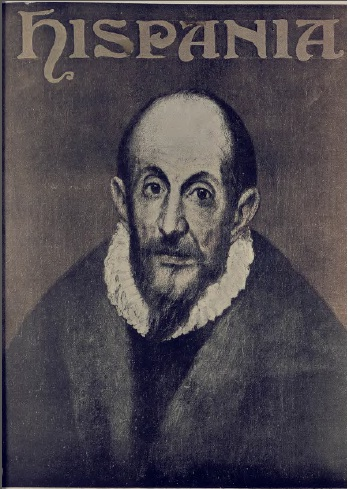
Monografia dedicada al Greco en el núm. 71

- Nº 7 Monografia de Velázquez.[38] per la mort del director artístic de la revista Francesc Miquel i Badia el 28 de maig de 1899. En aquest número especial podem trobar articles dedicats a Velázquez i el seu realisme del mateix difunt Miquel i Badia.
- Nº 18 Monografia a Richard Wagner[12] amb imatges de la seva pròpia tomba i el poema de Tristany i Isolda amb il·lustracions de diversos artistes.
- Nº 41 Monografia Nit dels difunts.[39] Aquest és un número dedicat a una de les festivitats del calendari català, com passa molts altres cops quan hi ha alguna festa de caràcter religiós o profà, que està dedicat íntegrament a la nit dels difunts amb textos de terror com El Mortuorio de Julio Puyol i il·lustracions de cementeris.
- Nº 44 Monografia dedicada a Soler i Robirosa[10] per la seva mort. En aquest especial ens mostren les fotografies de l'enterrament d'en Soler y Robirosa i publiquen la seva conferència Escenografia
- Nº 47 Monografia de Víctor Balaguer.[40] Aquest exemplar explica qui era Victor Balaguer i mostra als lectors poemes de Balaguer i el seu text "Las bodas de Salomón y la reina de Saba" entre altres articles.
- Nº 56 Monografia al pintor Joaquim Sorolla[41] número dedicat a aquest gran pintor amb obres fetes de la seva mà, com Retrato de mi hija on es pot observar el retrat que Sorolla fa a la seva filla, i també alguns dibuixos preparatoris del mateix autor.
- Nº 57 Monografia artistica.[42] Revista dedicada només a les il·lustracions, no hi ha cap article literari. Podem admirar obres d'artistes com J.Campeny, Gonzalo Bilbao, Ángel Andrade, entre molts altres.
- Nº 63 Monografía a Rius i Taulet[43] on publiquen El gran alcalde de Barcelona pàgines d'un llibre inèdit segons la mateixa revista, i on ensenyen il·lustracions de l'escultura que se li va dedicar.
- Nº 64 Monografia als Ducs d'Orleans[44] Hi ha articles referents als ducs i al seu pas per Espanya, i retrats dels Ducs d'Orleans.
- Nº 71 Monografia de El Greco[45] amb la biografia feta per Salvador Sampere y Miguel, podem trobar el famós Enterrament del Compte Orgaz, entre altres obres del pintor.
- Nº 73 Monografia de Josep Puig i Cadafalch[46] amb la biografia escrita per Raimon Casellas
- Nº 77 Monografia del Dr. Robert,[47] apareixen imatges del seu estudi i ens explica el que va fer el Dr. Robert en el món de la política, entre altres coses.
- Nº 79 Monografia d'Alfons XIII,[48] comença amb un escrit sobre la seva cort tot molt ben il·lustrat amb imatges de l'interior i l'exterior de la seva residència.
- Nº 81 Monografia de Mossen Jacint Verdaguer[49] per la seva mort. Ens mostren imatges de l'enterrament i de la comitiva i ens donen coneixement biogràfics de la seva vida.
- Nº 82 Monografia d'Aleix Clapés i Puig[50] amb la biografia escrita per Alfredo Opisso.
- Nº 93 Monografia de Lluís Domènech i Muntaner[51] on ens mostren projectes del mateix Muntaner com el projecte del Café restaurant del Parc

## Articles i obres destacades
A continuació mostrem un seguit de taules amb les publicacions de les revistes dividides per volums, que corresponen als diferents anys de publicació. Cada taula mostra un resum de la revista Hispania per mesos, on s'esmenta, per una banda, algun article literari destacat que contingui aquesta i, per altra banda, algun títol d'alguna reproducció artística que contingui la revista.

### Volum I (1899)
| Nº de la revista | Data     | Article destacat                                                  | Reproduccions artístiques                               |
| ---------------- | -------- | ----------------------------------------------------------------- | ------------------------------------------------------- |
| Hispania nº1     | Gener    | "Arte Antiguo" de Francisco Miquel i Badia                        | "El extasis de San Francisco" de Aleix Clapés           |
| Hispania nº2     | Febrer   | "Fauna flamenca" de Ricard Canals                                 | "La merienda de los patos" de Joaquim Mir               |
| Hispania nº3     | Març     | "La novela de una noche" de J. O. Picón                           | "Mercado de Palmas en Barcelona" de Mas i Fondevila     |
| Hispania nº4     | Abril    | Portada: "Coqueteria" de Ramón Casas                              | "Bosquejos barceloneses" de Joaquim Mir                 |
| Hispania nº5     | Abril    | "Puerto de canencia" de Jaume Morera i Galícia                    | "Apunte callejero" de Julio Borrell                     |
| Hispania nº6     | Maig     | "Prologo de un libro" de Juan Buscón                              | "Cabeza de estudio" de Julio Borell                     |
| Hispania nº7     | Maig     | "El realismo de Velázquez" de Francisco Miquel i Badia            | Portada de Francisco Domingo                            |
| Hispania nº8     | Juny     | "Los tres viajeros" de Enrique Nicolle                            | "Los cuentos de la abuela" de Joan Brull                |
| Hispania nº9     | Juny     | "El cuadro de las Meninas" de José Ramón Mélida                   | "El huerto de la ermita" de Joaquim Mir                 |
| Hispania nº10    | Juliol   | "Desvario final" de Manuel Lassala                                | "Una casera de rompe y rasga" de Ignacio Zuloaga        |
| Hispania nº11    | Juliol   | "La mujer en las novelas de Pere Galdós" de Rafael Altamira       | "Granadinas" de Ramón Pichot                            |
| Hispania nº12    | Agost    | "Episodios de la historia del teatro español" de Emilio Cotarello | "Estudio" de Santiago Rusiñol                           |
| Hispania nº13    | Agost    | "Moreno, el de Zalamea" de Blanca de los Ríos de Lampéres         | "Bretones orando" de Eugène Buland                      |
| Hispania nº14    | Setembre | "Un genio incipiente" de Narcís Oller                             | "Don Narciso Oller" de Ramón Casas                      |
| Hispania nº15    | Setembre | "Dos épocas" de Manuel de Palacio                                 | "La glorieta del delfín" de Carlos Vázquez              |
| Hispania nº16    | Octubre  | "El alto del centinela" de Francisco Barado                       | "Mime" de Marià Fortuny                                 |
| Hispania nº17    | Octubre  | "Amores" de Rafael Altamira                                       | "El regalo del novio" de Salvador Viniegra              |
| Hispania nº18    | Novembre | "Programa preludio de Tristán e Isolda" de Ricardo Wagner         | "Tristán e Isolda. Acto segundo" de F. Soler i Rovirosa |
| Hispania nº19    | Novembre | "Lo que no se ve en Toledo" de Salvador Sanpere i Miquel          | "Apuntes del natural" de J. Sardà                       |
| Hispania nº20    | Desembre | "Magia celestial" de Juan Buscón                                  | "Serenidad" de Henri Martin                             |
| Hispania nº21    | Desembre | "La astilla del Cristo" de El Conde de las Navas                  | "Estudio" de Josep Llimona                              |

### Volum II (1900)
| Nº de la revista | Data     | Article destacat                                                            | Reproduccions artístiques                                |
| ---------------- | -------- | --------------------------------------------------------------------------- | -------------------------------------------------------- |
| Hispania nº22    | Gener    | "Cuento de Reyes" de Rafael Altamira                                        | "Escalera alta de la catedral de Burgos" d'Oriol Junyent |
| Hispania nº23    | Gener    | XVIIª Exposició Extraordinària anual del Salón Parés                        | "La nit" de Josep Maria Tamburini                        |
| Hispania nº24    | Febrer   | "El Orfeó Català" de E. Sunyol                                              | "Apuntes de mi cartera" de Darió de Regoyos              |
| Hispania nº25    | Febrer   | " La lima de los deseos" de José Maria de Pereda                            | "La España negra" de Ricard Canals                       |
| Hispania nº26    | Març     | "Tia Rosario" de Juan Buscón                                                | Portada d'Antonio Utrillo                                |
| Hispania nº27    | Març     | "El Ateneo barcelones" de José Wilfred Coroleu                              | "La mendiguita sin palmas" d'Arcadi Mas i Fondevila      |
| Hispania nº28    | Abril    | "La fidelidad" de Narcís Oller                                              | "Sonrisa de abril" de Josep Maria Tamburini              |
| Hispania nº29    | Abril    | "El tío del violín" d'Eusebio Blasco                                        | "Las de modernillo" de Joan Torres Garcia                |
| Hispania nº30    | Maig     | "París y la exposición" d'Alfonso de Mar                                    | "Procesión de mayo" de L. Bonnín                         |
| Hispania nº31    | Maig     | "El genio de Goya" de Raimon Casellas                                       | "Tipos del tiempo de Goya" de Francisco Domingo          |
| Hispania nº32    | Juny     | "Cuentos londinienses" de Manuel Lassala                                    | "Una calle de Aviles. Asturias" de O. Junyent            |
| Hispania nº33    | Juny     | "Crónicas de la exposición de París" de Rafael Pig i Valls                  | "Alegria eterna" de A. Boyer                             |
| Hispania nº34    | Juliol   | "Platos hispano-mahometanos" de José Ramón Mélida                           | "El Abuelo" de J. Mir                                    |
| Hispania nº35    | Juliol   |                                                                             |                                                          |
| Hispania nº36    | Agost    | "Los familiares y las xanas" de Luciano Garcia del Real                     | "La Feria" de E. Santos                                  |
| Hispania nº37    | Agost    | "La carrera de bueyes" de Fernando Cabello y Lapiedra                       | "La nueva Leda" de Carlos Vazquez                        |
| Hispania nº38    | Setembre | "París y la exposición" d'Alfonso de Mar                                    | "Las fiestas de sitges" fotografias                      |
| Hispania nº39    | Setembre | "La china moderna. Cartas de un diplomatico a su familia" de John Harrisson | "Nocturno" d'A. Mas y Fondevila                          |
| Hispania nº40    | Octubre  | "Historia de la espada" de Pompeyo Gener                                    | "El río por la mañana" de J.M. Marqués                   |
| Hispania nº41    | Octubre  | Número dedicat a la nit dels difunts "Noches de difuntos" de J. Morató      | Fotografies de cementeris                                |
| Hispania nº42    | Novembre | "La figuranta" de Pedro Bonet Alcantarilla                                  | "La curandera" d'A. Fillol Granell                       |
| Hispania nº43    | Novembre | "El juramento" de Miguel Sanchez Pesquera                                   | "Las lavanderas" de J. Mir                               |
| Hispania nº44    | Desembre | Monografia de Soler y Rovirosa per la seva mort                             | Fotografies de l'enterrament de Soler y Rovirosa         |
| Hispania nº45    | Desembre | "Cartas de un Pavo a su hijo" d'Antonio Cortón                              | "La adoración de los pastores" de J. Guardiola           |

### Volum III (1901)
| Nº de la revista | Data     | Article destacat                                                                               | Reproduccions artístiques                                         |
| ---------------- | -------- | ---------------------------------------------------------------------------------------------- | ----------------------------------------------------------------- |
| Hispania nº46    | Gener    | "Frescos históricos de Roma" d'Alfonso Pérez Nieva                                             | "Estudio al carbón" de Dionisio Baixeras                          |
| Hispania nº47    | Gener    | Monografia de Víctor Balager                                                                   | "D. Victor Balager" de Casado                                     |
| Hispania nº48    | Febrer   | "Lo Imposible" de Pero Nuño                                                                    | "De vuelta al entierro de la sardina" de R. Pichot                |
| Hispania nº49    | Febrer   | "El carnaval en Barcelona" de L. Labarta                                                       | "El último baile" de J. Borri                                     |
| Hispania nº50    | Març     | "Las apariencias" de J. Morató                                                                 | "El Salvador" de Vicente de Joanes                                |
| Hispania nº51    | Març     | "La realidad de una leyenda" de Luís de Teran                                                  | "Razzia de boockmakers en Longchamps" de Daniel U. Vierge         |
| Hispania nº52    | Abril    | "El divino rostro" de B. Grases y Hernandez                                                    | "La Virgen y el niño" d'Alfonso Cano                              |
| Hispania nº53    | Abril    | "La cabeza enamorada" de Blanca de Rios Lamperez                                               | "Don Quijote contra los muleteros" de Daniel U. Vierge            |
| Hispania nº54    | Maig     | "De tal palo tal astilla" de Pero Nuño                                                         | "Estudio" de J. Llimona                                           |
| Hispania nº55    | Maig     | "La fiesta del Corpus Christi" de B. Grases y Hernandez                                        | "La procesión del corpus" fotografía                              |
| Hispania nº56    | Juny     | Monografia al pintor Joaquim Sorolla                                                           | "Retrato de mi hija" de J. Sorolla                                |
| Hispania nº57    | Juny     | (No hi ha cap article literari)                                                                | "Cigarreras" de Gonzalo Bilbao                                    |
| Hispania nº58    | Juliol   | "Vis a Vis" poema de Jose Juan Cadenas                                                         | "Fafner" de Mariano Fortuny                                       |
| Hispania nº59    | Juliol   | "Muebles españoles del s.XVI-XVII. Arcones, tumbales e influencias italianas" de Pompeyo Gener | "Fragmento de la catedral de León" fotografia                     |
| Hispania nº60    | Agost    | "El señor del peñarán" de Ramón Peréz Vilar                                                    | "Estudio al carbón" de J. Llimona                                 |
| Hispania nº61    | Agost    | "El diputado" d'A. Cortón                                                                      | "Siluetas" de L. Bonnin                                           |
| Hispania nº62    | Setembre | "Mujeres ilustradas. La condesa de Espoz y Mina" d' E. Rodriguez Solís                         | "Napoleón coronando a Josefina" de J.L. David                     |
| Hispania nº63    | Setembre | Monografía a Rius i Taulet per Josep Carner                                                    | "Manuel Fuxà modelan una estatua del monument" de Mas y Fondevila |
| Hispania nº64    | Octubre  | "Los duques de Orleans en España" de Salvador Castello                                         | "Retrat del duc d'Orleans" d'Aleix Clapés                         |
| Hispania nº65    | Octubre  | "La eterna ley" de Manuel Folch Torres                                                         | "Adoración de la relíquia de la santa forma" de F. Goya           |
| Hispania nº66    | Novembre | "Murmuracions" de F. Gras y Elías                                                              | "La virgen de la manzana" d'Albani                                |
| Hispania nº67    | Novembre | "Alarde amoroso" de Marcos Jesus Bertran                                                       | "Noche de verbena" de R. Canals                                   |
| Hispania nº68    | Desembre | "La casa de los señores Calvet" de Jacobo de Vignola                                           | "Paisaje" de Carlos Vazquez                                       |
| Hispania nº69    | Desembre | "Flor de almendro" de J. Menéndez Aguty                                                        | "La víspera de los reyes" de J. Borri                             |

### Volum IV (1902)
| Nº de la revista | Data     | Article destacat                                                            | Reproduccions artístiques                                            |
| ---------------- | -------- | --------------------------------------------------------------------------- | -------------------------------------------------------------------- |
| Hispania nº70    | Gener    | "El señor Ambrosio" de Fernando Cabello y Lapiedra                          | "Tres edades" de L. Bonnin                                           |
| Hispania nº71    | Gener    | Monografia del Greco per Salvador Sampere y Miguel                          | "El entierro del Conde Orgaz" del Greco                              |
| Hispania nº72    | Febrer   | "La estrella del rey Carlos de Suecia" de E. Sienkiewicz                    | "A la aventura" de J. Torres                                         |
| Hispania nº73    | Febrer   | Monografia de Puig i Cadafalch per Raimundo Casellas                        | "Casa Amatller" fotografia                                           |
| Hispania nº74    | Març     | "Los rayos de Becquerel" del Dr. Casimiro Brugués                           | "La riña" de J.L.E. Meissonier                                       |
| Hispania nº75    | Març     | "El jueves Santo" de B. Grases y Hernández                                  | "Ecce homo" de Guido Reni                                            |
| Hispania nº76    | Abril    | "Cervante en Méjico" de J.G. Campuzano                                      | "Flores y amor" de J. Serra Porsón                                   |
| Hispania nº77    | Abril    | Monografia Dr. Robert "El hombre símbolo" d'Enric Prat de la Riba           | Fotografies del estudi del Dr. Robert                                |
| Hispania nº78    | Maig     | "Darán Razón" de F. Serrano de la Pedrosa                                   | "Templete en la villa Borguese" foto de Luis Roig de Lluís           |
| Hispania nº79    | Maig     | Monografia de Alfonso XIII                                                  | Retrats dels reis                                                    |
| Hispania nº80    | Juny     | "El pretendiente de Washington" de Bret Harte                               | "Soñadoras" de Alberto Moore                                         |
| Hispania nº81    | Juny     | Monografia de Mossen Jacint Verdaguer                                       | "Esperando la sopa" de R. Opisso                                     |
| Hispania nº82    | Juliol   | Monografia d'Aleix Clapés per Alfredo Opisso                                | "Hercules buscando Hespérides"                                       |
| Hispania nº83    | Juliol   | "El misterio de Gien Echo" de Walter Welman                                 | "El zapateado" R. Lorenzale                                          |
| Hispania nº84    | Agost    | "El observatorio de Mont-Blanch" de Max de Nansouty                         | "Soberbia" de Pous y Palau                                           |
| Hispania nº85    | Agost    | "Amor de artistas" d'A. Aguilera y Arjona                                   | "Cortesana" d'Enrique Serra                                          |
| Hispania nº86    | Setembre | "Un episodio de la guerra de África" d'Eduardo de Oliver Copons             | "Casa consistorial de Bilbao" fotografía                             |
| Hispania nº87    | Setembre | "Bajo una ventanta" d'Enrique Menéndez                                      | "Palacio de los Marqueses" d'Hermenegildo Miralles                   |
| Hispania nº88    | Octubre  | "La magna Charta" de J. Lapeyra                                             | "Romana" d'A. Querol                                                 |
| Hispania nº89    | Octubre  | "Museo de Bellas Artes y la Exposición de Arte Angituo" de Lucas de Holanda | "Concurso hípico" de D.U. Vierge                                     |
| Hispania nº90    | Novembre | "Una industria floreciente" de Rafael Puig y Valls                          | "Otoño" i "Primavera" de Víctor Masriera                             |
| Hispania nº91    | Novembre | "La comunión de Silvia" de Pablo Arene                                      | "Paris la nuit" de H. Anglada                                        |
| Hispania nº92    | Desembre | "El Gran hotel Colón y el arquitecto Audet" de Pedro Falqués                | "La calle de San Juan de los Reyes en Granada" fotografia            |
| Hispania nº93    | Desembre | Monografia a Lluís Domènech i Muntaner                                      | "Proyecto del café restaurante del Parque" de L. Domènech i Muntaner |